# Гаррісвілл (Західна Вірджинія)
Гаррісвілл (англ. Harrisville) — місто (англ. town) в США, в окрузі Рітчі штату Західна Вірджинія. Населення — 1631 особа (2020).

## Географія
Гаррісвілл розташований за координатами 39°12′43″ пн. ш. 81°2′55″ зх. д. / 39.21194° пн. ш. 81.04861° зх. д. (39.211887, -81.048493).  За даними Бюро перепису населення США в 2010 році місто мало площу 4,13 км², з яких 4,10 км² — суходіл та 0,03 км² — водойми.

## Демографія
Згідно з переписом 2010 року, у місті мешкало 1876 осіб у 787 домогосподарствах у складі 496 родин. Густота населення становила 454 особи/км².  Було 917 помешкань (222/км²).
Расовий склад населення:
| - 98,6 % — білих - 0,3 % — чорних або афроамериканців - 0,3 % — азіатів - 0,1 % — корінних американців |

До двох чи більше рас належало 0,6 %. Частка іспаномовних становила 0,7 % від усіх жителів.
За віковим діапазоном населення розподілялося таким чином: 21,3 % — особи молодші 18 років, 57,1 % — особи у віці 18—64 років, 21,6 % — особи у віці 65 років та старші. Медіана віку мешканця становила 44,8 року. На 100 осіб жіночої статі у місті припадало 85,9 чоловіків;  на 100 жінок у віці від 18 років та старших — 81,5 чоловіків також старших 18 років.
Середній дохід на одне домашнє господарство  становив 52 401 долар США (медіана — 40 900), а середній дохід на одну сім'ю — 65 953 долари (медіана — 56 250). Медіана доходів становила 43 553 долари для чоловіків та 33 393 долари для жінок. За межею бідності перебувало 16,0 % осіб, у тому числі 18,4 % дітей у віці до 18 років та 14,2 % осіб у віці 65 років та старших.
Цивільне працевлаштоване населення становило 922 особи. Основні галузі зайнятості: освіта, охорона здоров'я та соціальна допомога — 24,7 %, виробництво — 14,3 %, публічна адміністрація — 10,1 %, науковці, спеціалісти, менеджери — 8,7 %.